# Poptagasthuis
Het Poptagasthuis is een monumentaal pand in Marssum in de Nederlandse provincie Friesland.

## Geschiedenis
Het gasthuis voor vrouwen werd in 1711 gesticht door Henricus Popta. Bij zijn dood in 1712 werd het aan de zuidzijde gelegen Poptaslot nagelaten aan de voogden van het gasthuis. Het gebouw had oorspronkelijk 26 eenkamerwoningen rond een binnenhof. De doorgang in het midden van de oostvleugel aan de Hegedyk heeft een ingang met een halsgevel. De omlijsting in Lodewijk XIV-stijl met Korinthische pilasters wordt bekroond door twee allegorische vrouwenfiguren en het wapen van Popta. De korte vleugels aan de oost- en westzijde hebben halsgevels met klauwstukken.
In 1852 werd aan de noordzijde langs de Buorren een rij huizen gebouwd. Een zandstenen poortje (1713) met Korinthische pilasters, festoenen en siervazen geeft toegang tot de andere woningen van het gasthuis.
In 1952 werden de eenkamerwoningen verbouwd tot grotere wooneenheden en werd het washuis verbouwd tot ketelhuis.

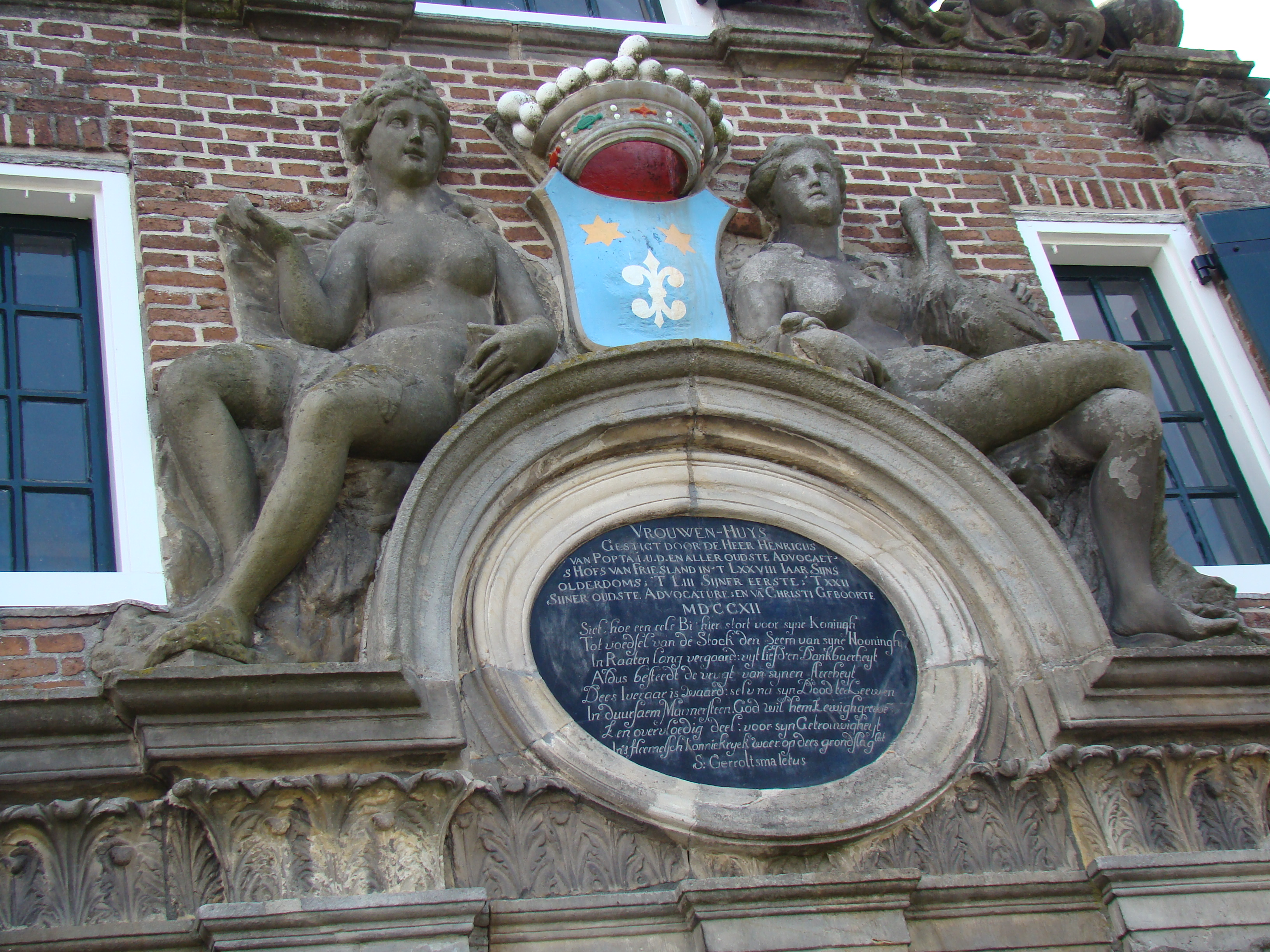
Detail ingangsbekroning
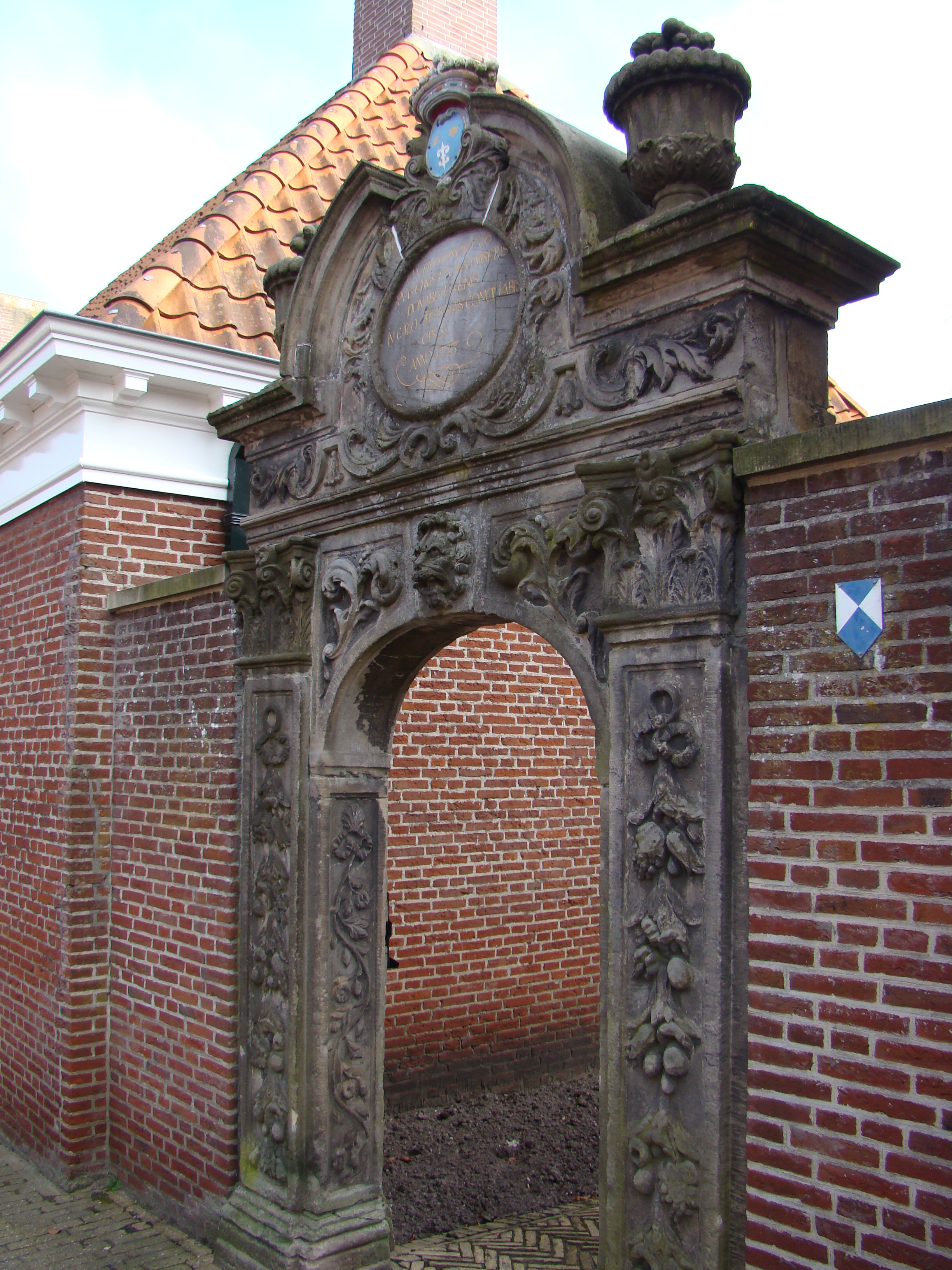
Poortje aan de Buorren